# Chiesa di Santa Maria (Kingston Deverill)
La chiesa di Santa Maria (in inglese St Mary's church), o in modo più completo chiesa di Santa Maria Vergine, è la parrocchiale anglicana che si trova a Kingston Deverill, villaggio e parrocchia civile della contea del Wiltshire, nel Sud Ovest dell'Inghilterra, Regno Unito. Il luogo di culto risale al XIII secolo, rientra nella diocesi di Salisbury ed è considerato dall'English Heritage un monumento classificato di seconda categoria per il suo particolare interesse storico e architettonico.

## Storia

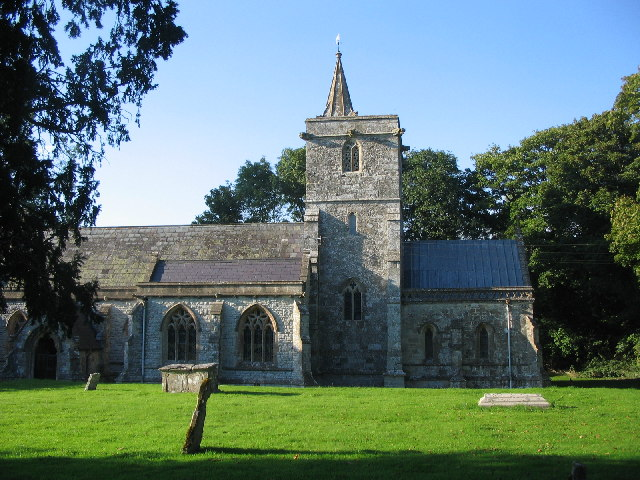
Chiesa parrocchiale di Kingston Deverill con parte del cimitero della comunità

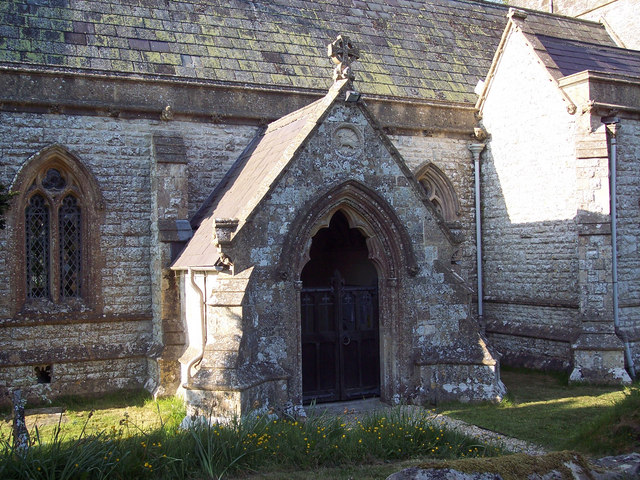
Portale della chiesa

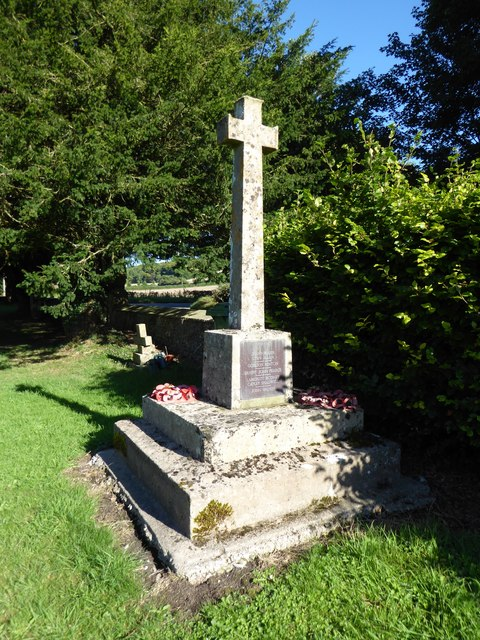
Memoriale ai Caduti in guerra nel cimitero della chiesa

La chiesa parrocchiale di Kingston Deverill venne edificata nel XV secolo sul sito di una precedente chiesa sassone. Durante gli ampi lavori di ristrutturazione, svolti tra il 1842 e il 1847 da Manners e Gill di Bath, venne rinvenuto l'originale fonte battesimale di questo primitivo edificio che era stato sepolto nel cimitero e in seguito venne riposizionato nella navata. Il fonte battesimale fu restaurato nel 1982. I lavori vennero finanziati in gran parte dalla marchesa vedova di Bath. L'esterno rimase fedele alle sue origini medievali, ma l'interno fu ampiamente restaurato. Furono installati nuovi banchi e fu posizionato il nuovo soffitto nella sala ma non fu toccato il pulpito di fattura fiamminga in legno intagliato e risalente al XVII secolo. Anche gran parte del pavimento medievale fu conservato. Nella finestra orientale del presbiterio fu posta una notevole vetrata policroma realizzata di William Wailes di Newcastle.
Storicamente la prima testimonianza di una chiesa a Kingston Deverill si trova nel registro del vescovo Osmond e risale al 1099 e a quel tempo si trattava di una cappella dedicata a Sant'Andrea. Alcune parti dell'edificio che ci è pervenuto risalgono al XIV secolo, in particolare la torre e il porticato a due campate tra la navata centrale e la cappella sud. La navata centrale, la navata laterale sud e il presbiterio furono ricostruiti nel 1847. Per molti anni le chiese di Brixton Deverill, Monkton Deverill e Kingston Deverill furono curate dallo stesso parroco. Nel 1973 tutte le chiese dei Deverill furono accorpate a quelle di Crockerton. Nel 1996 fu creato il Cley Hill Team, che unificò i Deverill. I registri parrocchiali del 1706, oltre a quelli in uso, sono consultabili presso l'Archivio del Wiltshire e di Swindon.

## Descrizione
L'English Heritage ha inserito dall'11 settembre 1968 la chiesa di Santa Maria della diocesi di Salisbury che si trova a Kingston Deverill tra gli edifici storici come monumento classificato di seconda categoria col numero 1183149.

### Esterni
Il luogo di culto si trova nell'abitato di Kingston Deverill, villaggio e parrocchia civile della contea del Wiltshire, nel Sud Ovest dell'Inghilterra. La struttura è in pietra calcarea con rivestimento in roccia per le parti della navata e della cappella. Le coperture del tetto sono in ardesia gallese o piombo. La pianta comprende la navata, la cappella sud utilizzata come sala dell'organo, il presbiterio, la torre centrale e il portico sud. Il portico è a due falde con contrafforti diagonali e bordura a coronamento con arco a sesto acuto con cuspide ogivale e fusti con capitelli fogliati. La navata presenta due finestre a sesto acuto in stile geometrico a sinistra e a destra, mensole a mensola con mensole fogliate e semplice fascia di scavo. La cappella sud, ricostruita, presenta due finestre a sesto acuto in stile gotico inglese a tre luci con modanature, mensole e fascia di scavo simili alla navata. La torre centrale si alza su tre piani e presenta contrafforti con sfalsamenti, una finestra a due luci in stile gotico al primo piano, una finestra a trifoglio al secondo piano, mentre la cella campanaria che ospita 6 campane, posta al piano superiore, si apre con una finestra gotica a due luci con persiane decorative traforate e un marcapiano modanato con gargoyle scolpiti di buona qualità. Il presbiterio presenta due archi a sesto acuto del XIX secolo con modanature a cappuccio sul lato sud, mentre l'estremità orientale presenta contrafforti diagonali, una grande finestra a tre luci in stile gotico e un timpano con decorazione a fiori. Il lato nord presenta un arco a sesto acuto, una porta ad arco acuto con assi e cerniere a nastro con cuspide e fusti annessi, un fregio fogliato che delimita un ordine di trifogli aperti sui lati nord e sud. Il lato nord della torre presenta una torretta a scala quadrata con portale smussato e feritoie e una bassa guglia con modanatura a rullo. Il lato nord della navata presenta una finestra a due luci in stile gotico a sinistra e tre a destra del portale a sesto acuto della sagrestia, che bloccano il corso come a sud. L'estremità ovest presenta contrafforti diagonali e una finestra a quattro luci in stile gotico.

### Interni
Gli interni si compongono di una sola navata a cinque campate che presenta capriate a collare con archi a cuspide del XIX secolo e capriate più semplici a mezza campata, con controventi a cuspide. Le pareti sono in bugnato semplice. La cappella sud è divenuta lo spazio che ospita l'organo a canne, ha un porticato a due campate su pilastri ottagonali e archi modanati a cimasa, probabilmente del XV secolo. Gli archi della torre sono a doppia smussatura, il soffitto è con travi a croce modanate. Il presbiterio a due campate presenta capriate a collare con archi a cuspide e intagliati del XIX secolo, controventi cuspidati, finestre con archi a sesto acuto cuspidati, semplice dossale con fregio fogliato in pietra e pavimento piastrellato policromo. La balaustra per la comunione è in ottone e legno e risale al XIX secolo. Il pulpito ligneo presenta pannelli finemente incisi in stile fiammingo, Il fonte battesimale sassone ha forma cilindrica in pietra, risale al XII secolo ed è posto all'estremità occidentale della sala. I banchi del XIX secolo hanno panche intagliate. Nel presbiterio è conservata l'effigie medievale in pietra di persona non identificata anche se è possibile che rappresenti un membro della famiglia Vernon, patrona della chiesa nel XIII secolo. L'effigie in pietra raffigura un uomo sdraiato con un cane o altro animale ai suoi piedi. A quanto pare fu scoperta durante i vasti lavori di ristrutturazione di metà XIX secolo e si ritiene che risalga alla fine del XIII secolo o all'inizio del secolo successivo. Alle pareti nella cappella sud si conserva una lapide in marmo bianco dedicata a Jane Deer, morta nel 1778, e ad altri membri della famiglia fino al 1840. La vetrata del XVI secolo si conserva nella finestra occidentale mentre la vetrata policroma della fine del XIX secolo nella navata è dedicata a Philip Moore e Amy Stratton. La pregevole scultura lignea fiamminga del XIV secolo raffigurante la Vergine col Bambino, in posizione seduta, è probabilmente tedesca e risale alla fine del XIV secolo. Quest'opera è stata donata alla chiesa nel 1970 da Herbert Leigh Holman, che fu marito di Vivien Leigh.